# Площа Радянської Конституції
Площа Радянської Конституції (крим. Şuraviy esas qanum meydanı) — площа Сімферополя, в Київському районі міста.

## Опис
Транспортне кільце на площі з'єднує проспект Вернадського, вулиці Київська, Воровського та Беспалова.
Біля площі знаходиться Ботанічний сад при Таврійському університеті Салгирка, Пам'ятник депортованим народам та готель «Москва».

## Історія
Площа з'явилася у 1959 році, після прокладання тролейбусної лінії, на роздоріжжі старої та нової ялтинської траси.
У 2021 році окупаційна російська влада «перейменувала» площу у площу імені Миколи Багрова — першого голови Верховної ради Кримської АРСР, ректора Таврійського Національного Університету з 1999 до 2014 року, що пішов на співпрацю з окупаційною владою.